# セカンド・ラブ (テレビドラマ)
『セカンド・ラブ』は、2015年2月6日から3月20日まで毎週金曜日23時15分 - 翌0時15分に、テレビ朝日系の「金曜ナイトドラマ」枠で放送された日本のテレビドラマである。主演は亀梨和也。
ダンサー・平慶と、閉塞感に身を沈める高校教師の西原結唯。2人は年齢差、かけ離れた生活環境や価値観と戸惑いながらも恋に落ちる。夜のメロドラマを標榜する大人のラブストーリーである。

## 概要
才能を持ちながらステージに立つ機会を失ったコンテンポラリーダンサー・平慶と、同僚との不倫関係から抜け出せない高校教師・西原結唯が運命の出会いを果たし、捨て身の激愛に溺れていく。

## キャスト

### 主要人物
平 慶（たいら けい）
演 - 亀梨和也（幼少期：佐藤瑠生亮）
国際バレエ・コンクールの優勝経験を持つコンテンポラリー・ダンサー。所属していたドイツのカンパニーから突然契約を打ち切られ、受けたオーディションが全て不合格となり、今シーズンのダンサー活動が絶望的になる。
西原 結唯（にしはら ゆい）
演 - 深田恭子
教員生活11年目の化学教師。県立山王女子高校2年A組担任。生徒たちからは「西ブー」というあだ名がつけられている（「ブー」は「Virgin」の「V」の訛り）。高校時代にスカウトされ、一時期読者モデルをしていた。同僚教師の高柳と不倫をしている。

### 慶の関係者
野口 綾子（のぐち あやこ）
演 - 早見あかり（幼少期：平澤宏々路）
慶の幼馴染でダンサー仲間。慶とは同じバレエ教室で出会い、幼少期から親交を深めてきた。
一之瀬 佑都（いちのせ ゆうと）
演 - 大貫勇輔
コンテンポラリー・ダンサー。慶と入れ替わりにカンパニーに所属する。
田島 茂良（たじま しげよし）
演 - 寺島進
慶のアルバイト先の先輩。
尾崎 伸二
演 - 犬飼若博
田島の仲間。

### 結唯の関係者
竹内 そら（たけうち そら）
演 - 小芝風花
結唯が受け持つ2年A組生徒。
高柳 太郎（たかやなぎ たろう）
演 - 生瀬勝久
結唯の同僚教師。彼女と5年前から不倫しており、結唯と密会するときの秘密の暗号は「現地集合」。
西原 真理子（にしはら まりこ）
演 - 麻生祐未
結唯の母。娘と2人暮らし。無断外泊をしただけで安否を心配し、校長に電話で所在を確認するほど子離れができない親である。本当のことを話さない結唯の行動を怪しみ、不倫をしているのではないかと疑念を抱く。

### 県立山王女子高校

#### 2年A組
河瀬 まど香
演 - 上西星来
丸山 かなえ
演 - 宮武美桜
服部 奈々
演 - 指出瑞貴
森本 恵
演 - マリアユリコ

#### 教職員
上田 波留子（うえだ はるこ）
演 - 秋山菜津子
曽根 洋而
演 - 小松利昌
間宮 徹
演 - 川島潤哉
内藤
演 - 永田耕一
教頭。
木田
演 - 越村公一
校長。

### 高柳家
高柳 里子
演 - 片岡礼子
高柳 譲
演 - 大野瑞生
高柳 舞
演 - 浅見姫香

## スタッフ
- 脚本 - 大石静
- 音楽 - 得田真裕
- 演出 - 塚原あゆ子、片山修
- 主題歌 - KAT-TUN「KISS KISS KISS」（ジェイ・ストーム）[4]
- 挿入歌 - MISIA「白い季節」（Ariola Japan）[5]
- 助監督 - 府川亮介
- サウンドデザイン - 石井和之
- OPタイトルバック - 熊本直樹、井上悟
- コンテンポラリーダンス監修 - 能美健志、贄田麗帆
- 化学指導 - 山田暢司
- ドイツ語指導 - Ronny Rehahn
- フードコーディネーター - はらゆうこ
- ゼネラルプロデューサー - 内山聖子
- プロデューサー - 中川慎子（テレビ朝日）、中沢晋（オフィスクレッシェンド）
- アシスタントプロデューサー - 伊藤悠祐、田村菜摘、望野さやか
- 制作協力 - オフィスクレッシェンド
- 制作著作 - テレビ朝日

## 放送日程
| 各話                                                      | 放送日  | サブタイトル                                           | 演出       | 視聴率 |
| --------------------------------------------------------- | ------- | ------------------------------------------------------ | ---------- | ------ |
| 第1話                                                     | 2月06日 | 今夜、私を抱いて…年下男と30代女教師、禁断の激愛…始まる | 塚原あゆ子 | 8.2%   |
| 第2話                                                     | 2月13日 | “最後にもう一度”あふれる想い…嘘つきな唇                | 塚原あゆ子 | 7.4%   |
| 第3話                                                     | 2月20日 | 不倫の恋がばれる時のぞかれた恋人たち                   | 片山修     | 6.3%   |
| 第4話                                                     | 2月27日 | 同棲スキャンダル!!火花散らして                         | 塚原あゆ子 | 7.3%   |
| 第5話                                                     | 3月06日 | 元カノには絶対負けられない!!                           | 片山修     | 7.1%   |
| 第6話                                                     | 3月13日 | 大逆転…!!年下男のプロポーズ                            | 塚原あゆ子 | 7.4%   |
| 最終話                                                    | 3月20日 | 最終回!!決断のラストダンス                             | 片山修     | 6.3%   |
| 平均視聴率 7.1%（視聴率は関東地区、ビデオリサーチ社調べ） |         |                                                        |            |        |